# 1705
1705 (MDCCV) byl rok, který dle gregoriánského kalendáře započal čtvrtkem.

## Události
- 5. května – Po 47 letech vlády zemřel císař Leopold I. a na trůn nastoupil jeho syn Josef I.
- 16. srpna – V bitvě u Cassana porazila francouzská armáda rakouská vojska.
- 28. září – Na Svatém Kopečku u Olomouce zemřelo při požáru 121 poutníků.
- V Tunisku byla svržena turecká vláda a Husajn Ibn Ali nastolil husajnovskou dynastii.

### Probíhající události
- 1700–1721 – Severní válka
- 1701–1714 – Válka o španělské dědictví

## Vědy a umění
- Anglický astronom Edmund Halley objevil první periodickou kometu (později nazvanou Halleyova kometa) a její návrat vypočítal na rok 1758.

## Narození

### Česko
- 4. srpna – Václav Matyáš Gurecký, hudební skladatel († 25. června 1743)
- 18. května – Jan Václav Xaver Frey von Freyenfels, kanovník a biskup († 17. října 1776)
- 15. listopadu – Josef Jan Maxmilián Kinský, šlechtic a průmyslník († 17. dubna 1780)
- 12. října – Severin Tischler, sochař († 12. listopadu 1743)

### Svět

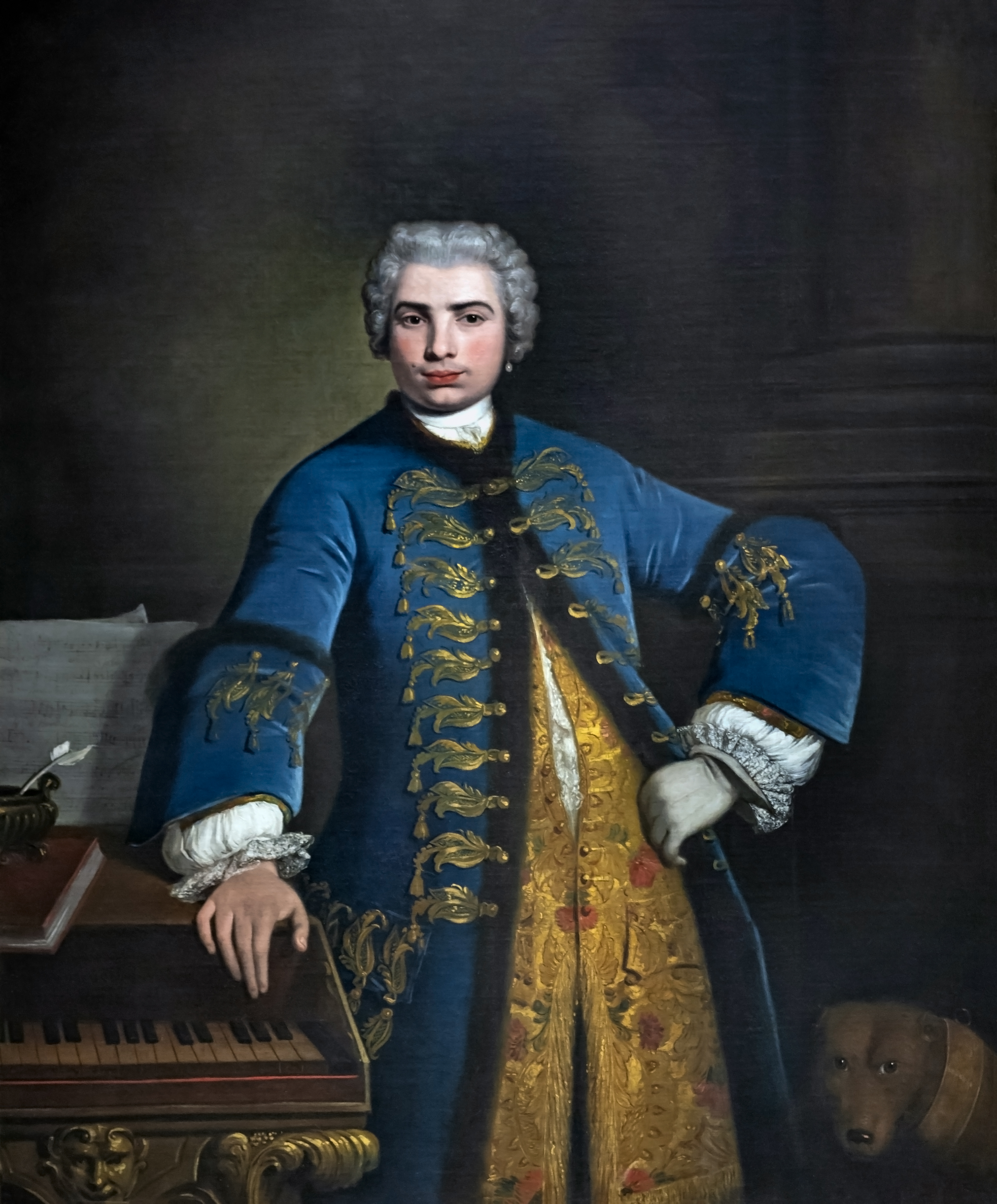
Farinelli (* 24. ledna)

- 14. ledna – Jean-Baptiste Charles Bouvet de Lozier, francouzský mořeplavec († 1786)
- 24. ledna – Farinelli, vlastním jménem Carlo Broschi, jeden z nejslavnějších kastrátů-sopránů († 15. července 1782)
- 22. února – Peter Artedi, švédský přírodovědec († 28. září 1735)
- 31. srpna – Žofie Karolína Braniborsko-Kulmbašská, kněžna Východního Fríska († 7. června 1764)
- 8. srpna – David Hartley, anglický filozof a přírodovědec († 28. srpna 1757)
- 5. září – Alžběta Alexandrine Bourbonská, francouzská princezna královské krve († 15. dubna 1765)
- 24. září – Leopold Daun, rakouský maršál († 5. února 1766)
- 29. října – Gerhard Friedrich Müller, německý historik († 1783)
- 31. října – Klement XIV., papež († 22. září 1774)
- 24. listopadu – Christian Moritz von Königsegg-Rothenfels, rakouský císařský polní maršál († 21. července 1778)
- 20. prosince – Antonio Palomba, italský operní libretista, notář, básník († 1769)
- neznámé datum
  - Philipp Stamma, francouzsko-britský šachista († 1755)
  - Anna Rusellová, vévodkyně z Bedfordu, britská šlechtična († 16. června 1762)

## Úmrtí

### Česko
- 30. ledna – Terezie Eleonora z Ugarte, šlechtična (* asi 1639)

### Svět

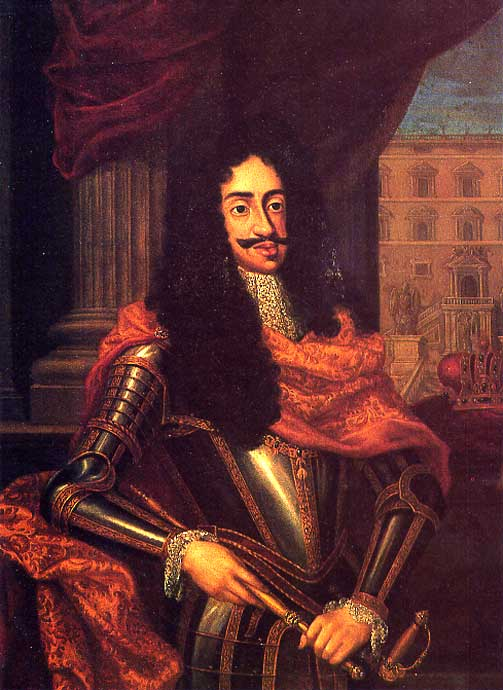
Leopold I. († 5. května)

- 3. ledna – Luca Giordano, italský malíř (* 18. října 1632)
- 11. ledna – Dominik Ondřej z Kounic, rakouský státník (* 30. listopadu 1654)
- 17. ledna – John Ray, britský přírodovědec (* 29. listopadu 1627)
- 1. února – Žofie Šarlota Hannoverská, pruská královna (* 30. října 1668)
- 5. února – Philipp Jacob Spener, německý teolog, zakladatel pietismu (* 13. ledna 1635)
- únor – Pierre Beauchamp, francouzský choreograf, tanečník a hudební skladatel (* 30. října 1631)
- 5. května – Leopold I., habsburský panovník (* 9. června 1640)
- 22. srpna – Jan František Bruntálský z Vrbna, český šlechtic, nejvyšší kancléř (* 3. listopadu 1634)
- 13. září – Imrich Tököly, sedmihradský kníže, král Horních Uher (* 25. září 1657)
- 9. října – Johann Christoph Wagenseil, německý filozof, orientalista, hebraista a právník (* 26. listopadu 1633)
- 16. října – Jacob Bernoulli, švýcarský matematik (* 6. ledna 1655)
- 15. listopadu – Dorotea Šarlota Braniborsko-Ansbašská, německá šlechtična (* 28. listopadu 1661)
- 30. listopadu – Kateřina z Braganzy, anglická královna (* 25. listopadu 1638)
- 23. prosince – Luisa Dorotea Pruská, princezna pruská a hesensko-kasselská (* 29. září 1680)
- neznámé datum
  - Maria Rampendahl, „čarodějnice“ (* 1645)
  - Louis Hennepin, francouzský misionář a cestovatel (* 12. května 1626)
  - Džahanzeb Banu Begum, hlavní manželka mughalského císaře Muhammada Azam Šáha

## Hlavy států

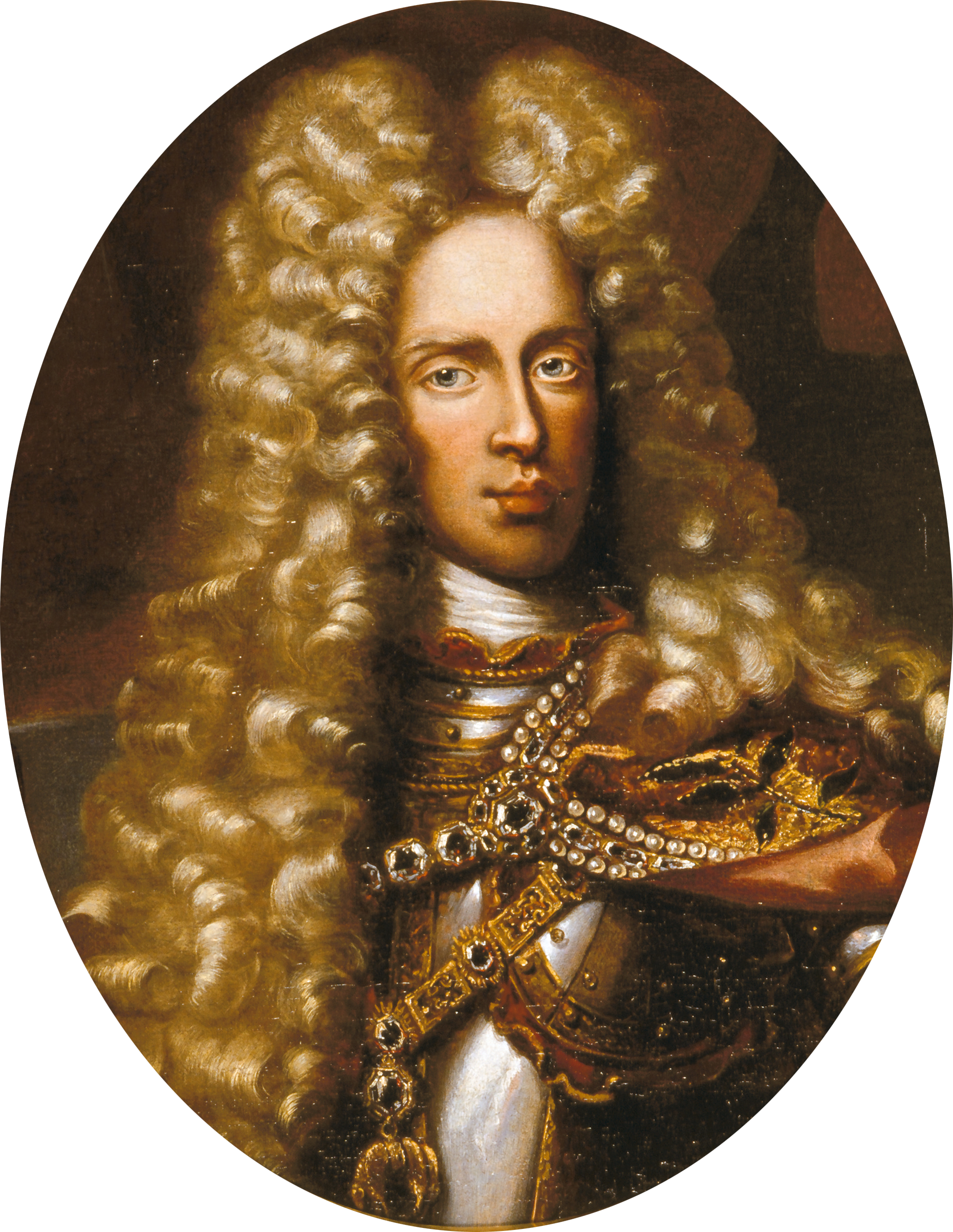
Římským císařem a českým králem se stal Josef I.

- Anglie – Anna Stuartovna (1702–1714)
- Dánsko-Norsko – Frederik IV. (1699–1730)
- Francie – Ludvík XIV. (1643–1715)
- Habsburská monarchie – Leopold I. (1657–1705) do 5. května / Josef I. (1705–1711) od 5. května
- Osmanská říše – Ahmed III. (1703–1730)
- Polsko – Stanislav I. Leszczyński  (1704–1709)
- Portugalsko – Petr II. (1683–1706)
- Prusko – Fridrich I. (1688–1713)
- Rusko – Petr I. (1682–1725)
- Španělsko – Filip V. (1700–1724)
- Švédsko – Karel XII. (1697–1718)
- Papež – Klement XI. (1700–1721)
- Japonsko – Higašijama (1687–1709)
- Perská říše – Husajn Šáh (1694–1722)